# Aprendizaje por observación
El aprendizaje por observación es el que se produce observando el comportamiento de los demás. Es una forma de aprendizaje social que adopta diversas formas, basadas en diversos procesos. En los seres humanos, esta forma de aprendizaje parece no necesitar refuerzo para producirse, sino que requiere un modelo social como un padre, un hermano, un amigo o un profesor del entorno. Especialmente en la infancia, un modelo es alguien con autoridad o de mayor estatus en un entorno. En los animales, el aprendizaje por observación suele basarse en el condicionamiento clásico, en el que un comportamiento instintivo se obtiene observando el comportamiento de otro (por ejemplo, el acoso de las aves), pero también pueden intervenir otros procesos.

## Aprendizaje humano por observación
Muchos de los comportamientos que un alumno observa, recuerda e imita son acciones que los modelos exhiben y muestran, aunque el modelo no intente intencionadamente inculcar un comportamiento determinado. Un niño puede aprender a decir palabrotas, pegar, fumar y considerar aceptables otros comportamientos inadecuados a través de un mal modelado. Albert Bandura afirma que los niños aprenden continuamente comportamientos deseables e indeseables a través del aprendizaje por observación. El aprendizaje observacional sugiere que el entorno, la cognición y el comportamiento de un individuo incorporan y determinan en última instancia cómo funciona y modela el individuo.
Mediante el aprendizaje por observación, los comportamientos individuales pueden propagarse por una cultura a través de un proceso denominado cadena de difusión. Esto ocurre básicamente cuando un individuo aprende primero un comportamiento observando a otro individuo y éste sirve de modelo a través del cual otros individuos aprenden el comportamiento, y así sucesivamente.
La cultura influye en si el aprendizaje por observación es el estilo de aprendizaje dominante en una persona o comunidad. En algunas culturas se espera que los niños participen activamente en sus comunidades, por lo que están expuestos diariamente a distintos oficios y funciones. Esta exposición permite a los niños observar y aprender las distintas habilidades y prácticas que se valoran en sus comunidades.

El experimento del muñeco Bobo identificó la importancia del aprendizaje por observación

Albert Bandura, conocido por el clásico experimento del muñeco Bobo, identificó esta forma básica de aprendizaje en 1961. La importancia del aprendizaje observacional radica en que ayuda a los individuos, especialmente a los niños, a adquirir nuevas respuestas observando el comportamiento de los demás.
Albert Bandura afirma que el comportamiento de las personas puede estar determinado por su entorno. El aprendizaje observacional se produce a través de la observación de comportamientos negativos y positivos. Bandura cree en el determinismo recíproco, según el cual el entorno puede influir en el comportamiento de las personas y viceversa. Por ejemplo, el experimento del muñeco Bobo demuestra que el modelo, en un entorno determinado, afecta al comportamiento de los niños. En este experimento Bandura demuestra que un grupo de niños colocados en un entorno agresivo actuaría de la misma manera, mientras que el grupo de control y el otro grupo de niños colocados en un entorno de modelo pasivo apenas muestran ningún tipo de agresión.
En las comunidades donde el principal modo de aprendizaje de los niños es la observación, rara vez se les separa de las actividades de los adultos. Esta incorporación al mundo de los adultos a una edad temprana permite a los niños utilizar las habilidades de aprendizaje por observación en múltiples esferas de la vida. Este aprendizaje por observación requiere una gran capacidad de atención. Culturalmente, aprenden que su participación y sus contribuciones son valoradas en sus comunidades. Esto enseña a los niños que es su deber, como miembros de la comunidad, observar las contribuciones de los demás para que poco a poco se impliquen y participen más en la comunidad.

## Etapas y factores influyentes

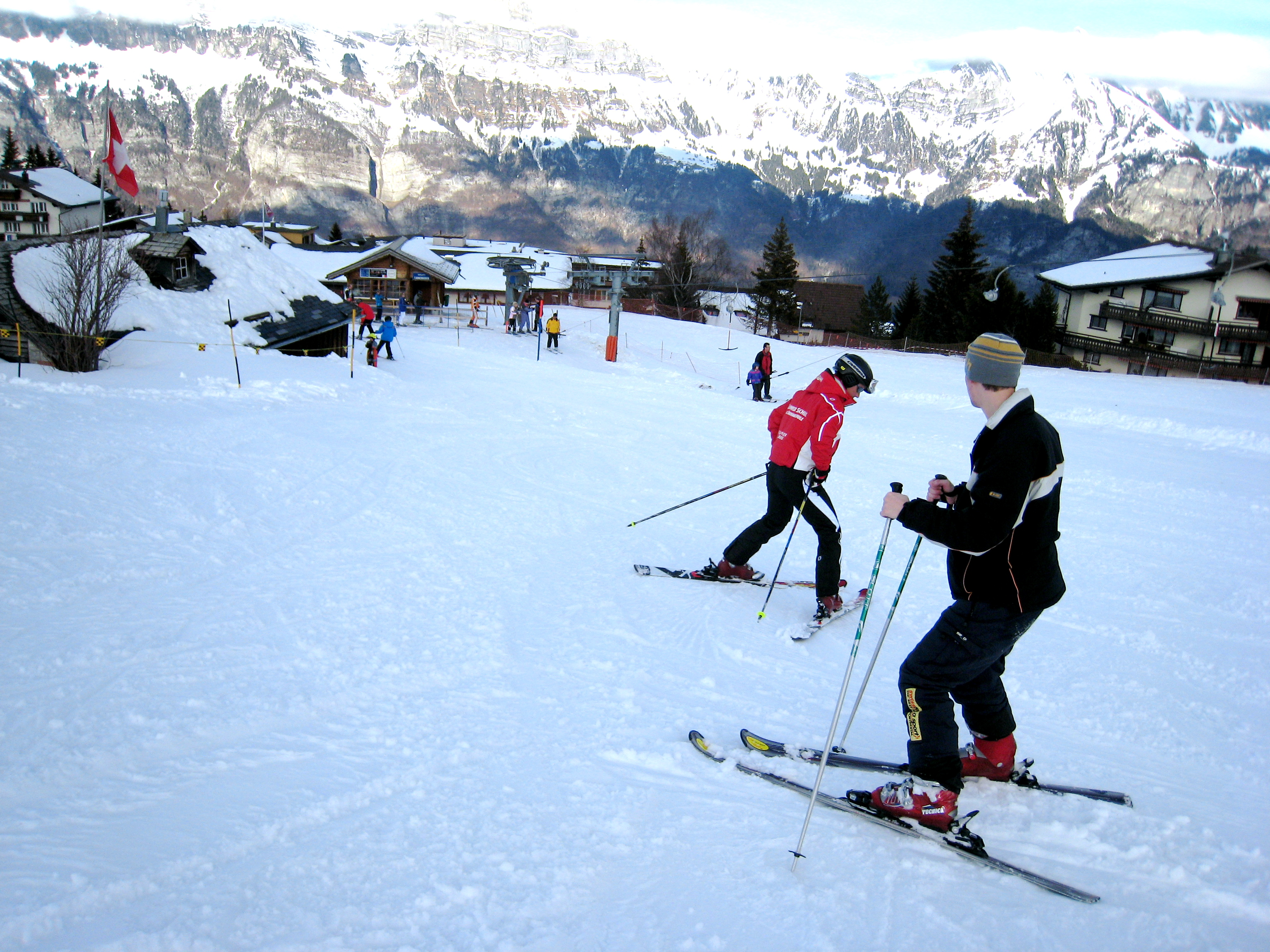
Observar cómo esquían los demás

Las etapas del aprendizaje por observación incluyen la exposición al modelo, la adquisición del comportamiento del modelo y su aceptación como propio.
La teoría social cognitivo del aprendizaje de Bandura afirma que hay cuatro factores que influyen en el aprendizaje observacional:
1. Atención: Los observadores no pueden aprender a menos que presten atención a lo que ocurre a su alrededor. En este proceso influyen las características del modelo, como cuánto le gusta a uno o cuánto se identifica con él, y las características del observador, como sus expectativas o su nivel de excitación emocional.
2. Retención/Memoria: Los observadores no sólo deben reconocer el comportamiento observado, sino también recordarlo posteriormente. Este proceso depende de la capacidad del observador para codificar o estructurar la información en una forma fácil de recordar o para ensayar mental o físicamente las acciones del modelo.
3. Iniciación/Motricidad: Los observadores deben ser física y/o intelectualmente capaces de producir el acto. En muchos casos, el observador posee las respuestas necesarias. Pero a veces, reproducir las acciones del modelo puede implicar habilidades que el observador aún no ha adquirido. Una cosa es observar atentamente a un malabarista de circo y otra muy distinta ir a casa y repetir esos actos.
4. Motivación: El observador debe tener motivación para recrear el comportamiento observado.

Bandura distingue claramente entre aprendizaje y rendimiento. A menos que esté motivada, una persona no produce un comportamiento aprendido. Esta motivación puede provenir de un refuerzo externo, como la promesa de recompensa del experimentador en algunos de los estudios de Bandura, o el soborno de un padre. O puede proceder del refuerzo vicario, basado en la observación de que los modelos son recompensados. Los modelos de alto estatus pueden afectar al rendimiento a través de la motivación. Por ejemplo, las niñas de entre 11 y 14 años rindieron mejor en una tarea de rendimiento motor cuando pensaban que se lo demostraba una animadora de alto estatus que un modelo de bajo estatus.
Algunos incluso han añadido un paso entre la atención y la retención que consiste en codificar un comportamiento.
El aprendizaje por observación provoca un cambio en el comportamiento de un individuo en tres dimensiones:
1. Un individuo piensa en una situación de manera diferente y puede tener incentivos para reaccionar ante ella.
2. El cambio es el resultado de las experiencias directas de una persona y no algo innato.
3. En la mayoría de los casos, el cambio que ha hecho un individuo es permanente.[10]

## Efecto sobre el comportamiento

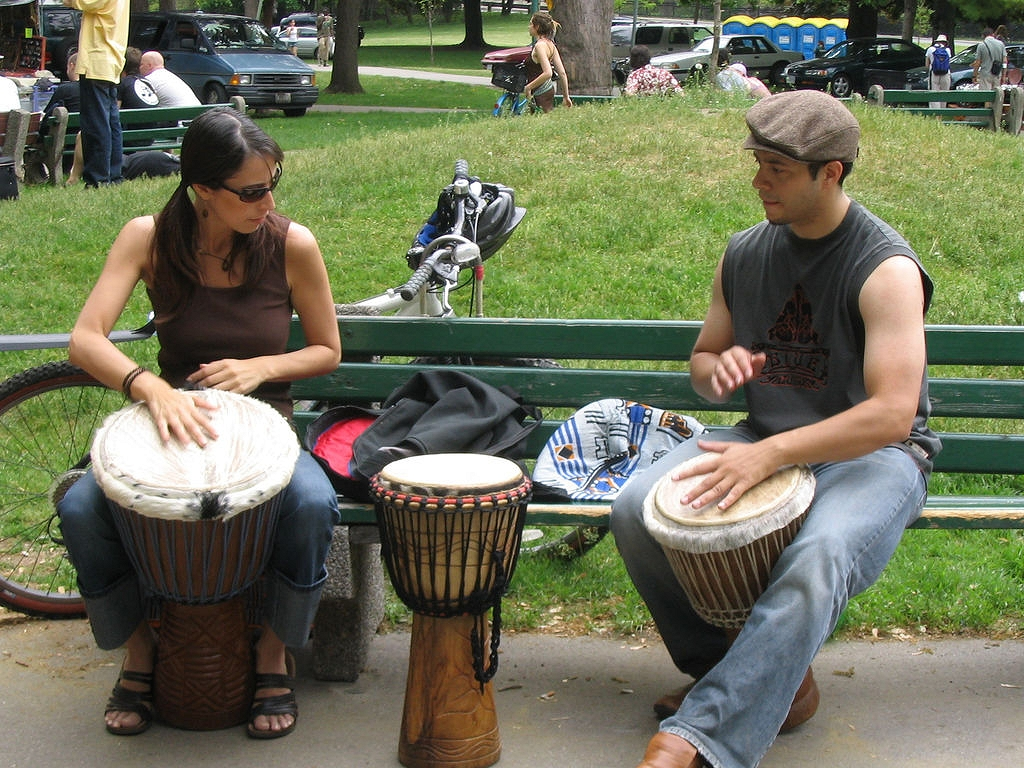
Aprender a tocar el Djembe.

Según la teoría del aprendizaje cognitivo social de Bandura, el aprendizaje por observación puede afectar al comportamiento de muchas maneras, con consecuencias tanto positivas como negativas. Por ejemplo, puede enseñar comportamientos completamente nuevos. También puede aumentar o disminuir la frecuencia de comportamientos previamente aprendidos. El aprendizaje observacional puede incluso fomentar comportamientos que antes estaban prohibidos (por ejemplo, el comportamiento violento hacia el muñeco Bobo que imitaban los niños en el estudio de Albert Bandura). El aprendizaje por observación también puede influir en comportamientos similares, pero no idénticos, a los modelados. Por ejemplo, ver a un modelo tocar el piano puede motivar al observador a tocar el saxofón.

### Diferencia de edad
Albert Bandura subrayó que los niños en desarrollo aprenden de diferentes modelos sociales, lo que significa que no hay dos niños expuestos exactamente a la misma influencia modeladora. Desde la infancia hasta la adolescencia, están expuestos a diversos modelos sociales. Un estudio de 2013 descubrió que la familiaridad social previa de los niños pequeños con un modelo no siempre era necesaria para el aprendizaje y que también eran capaces de aprender observando a un extraño que demostraba o modelaba una nueva acción a otro extraño.
Antes se creía que los bebés no podían imitar acciones hasta la segunda mitad del primer año. Sin embargo, varios estudios señalan ahora que bebés de tan sólo siete días pueden imitar expresiones faciales sencillas. En la segunda mitad del primer año, los bebés de 9 meses pueden imitar acciones horas después de haberlas visto por primera vez. A medida que siguen desarrollándose, los niños de alrededor de dos años pueden adquirir importantes habilidades personales y sociales imitando un modelo social.
La imitación diferida es un hito importante en el desarrollo de un niño de dos años, en el que los niños no sólo construyen representaciones simbólicas, sino que también pueden recordar información. A diferencia de los niños pequeños, los niños en edad escolar primaria tienen menos probabilidades de recurrir a la imaginación para representar una experiencia. En cambio, pueden describir verbalmente el comportamiento del modelo. Como esta forma de aprendizaje no necesita refuerzo, es más probable que se produzca con regularidad.
A medida que aumenta la edad, las habilidades motoras de aprendizaje observacional pueden disminuir en atletas y golfistas. Los golfistas más jóvenes y hábiles tienen un mayor aprendizaje observacional en comparación con los golfistas de más edad y menos hábiles.

### Aprendizaje causal por observación
Los humanos utilizamos el aprendizaje observacional Moleen causal para observar las acciones de otras personas y utilizar la información obtenida para averiguar cómo funciona algo y cómo podemos hacerlo nosotros mismos.
Un estudio con bebés de 25 meses descubrió que pueden aprender relaciones causales observando intervenciones humanas. También aprenden observando acciones normales no creadas por la acción humana intencionada.

### Comparaciones con la imitación
Se supone que se ha producido un aprendizaje por observación cuando un organismo copia una acción o un resultado de acción improbable que ha observado y el comportamiento coincidente no puede explicarse por un mecanismo alternativo. Los psicólogos se han interesado especialmente por la forma de aprendizaje observacional conocida como imitación y por cómo distinguir la imitación de otros procesos. Para hacer esta distinción con éxito, hay que separar el grado en que la similitud conductual resulta de (a) un comportamiento predispuesto, (b) una mayor motivación resultante de la presencia de otro animal, (c) la atención atraída por un lugar u objeto, (d) el aprendizaje sobre el funcionamiento del entorno, distinguiéndolo de lo que consideramos (e) imitación (la copia del comportamiento demostrado).
El aprendizaje por observación difiere del aprendizaje por imitación en que no requiere una duplicación del comportamiento exhibido por el modelo. Por ejemplo, el alumno puede observar un comportamiento no deseado y sus consecuencias, y así aprender a abstenerse de ese comportamiento. Por ejemplo, Riopelle (1960) descubrió que los monos obtenían mejores resultados con el aprendizaje observacional si veían al mono "tutor" cometer un error antes de tomar la decisión correcta. Heyes (1993) distinguió la imitación del aprendizaje social no imitativo de la siguiente manera: la imitación se produce cuando los animales aprenden sobre el comportamiento observando a sus congéneres, mientras que el aprendizaje social no imitativo se produce cuando los animales aprenden sobre el entorno observando a otros.
No toda la imitación y el aprendizaje mediante la observación son iguales, y a menudo difieren en el grado en que adoptan una forma activa o pasiva. John Dewey describe una importante distinción entre dos formas diferentes de imitación: la imitación como fin en sí misma y la imitación con un propósito. La imitación como fin es más parecida a la mímica, en la que una persona copia el acto de otra para repetir esa acción de nuevo. Este tipo de imitación se observa a menudo en los animales. La imitación con un fin utiliza el acto imitativo como medio para lograr algo más significativo. Mientras que la forma más pasiva de imitación con un fin se ha documentado en algunas comunidades europeas americanas, el otro tipo de imitación más activa y con un fin se ha documentado en otras comunidades de todo el mundo.
La observación puede adoptar una forma más activa en el aprendizaje de los niños en múltiples comunidades indígenas americanas. Estudios antropológicos etnográficos en comunidades mayas yucatecas y peruanas quechuas aportan pruebas de que los sistemas económicos centrados en el hogar o la comunidad de estas culturas permiten a los niños presenciar de primera mano actividades que son significativas para su propio sustento y el bienestar general de la comunidad. Estos niños tienen la oportunidad de observar actividades que son relevantes dentro del contexto de esa comunidad, lo que les da un motivo para agudizar su atención a los conocimientos prácticos a los que están expuestos. Esto no significa que tengan que observar las actividades aunque estén presentes. A menudo, los niños toman la decisión activa de permanecer presentes mientras se desarrolla una actividad comunitaria para observar y aprender. Esta decisión subraya la importancia de este estilo de aprendizaje en muchas comunidades indígenas americanas. Va mucho más allá del aprendizaje de tareas mundanas mediante la imitación memorística; es fundamental para la transformación gradual de los niños en miembros informados de las prácticas únicas de sus comunidades. También hubo un estudio, realizado con niños, que concluyó que el comportamiento imitado puede recordarse y utilizarse en otra situación o en la misma.

### Pasantías
Las pasantías puede implicar tanto el aprendizaje por observación como el modelado. Los aprendices adquieren sus habilidades en parte trabajando con maestros de su profesión y observando y evaluando el trabajo de sus compañeros. Algunos ejemplos son el inventor y pintor renacentista Leonardo da Vinci y Miguel Ángel, que antes de triunfar en su profesión fueron aprendices.

### Aprendizaje sin imitación
Michael Tomasello describió varias formas de aprendizaje por observación sin el proceso de imitación en animales (etología):
- Exposición - Los individuos aprenden sobre su entorno a través de la proximidad a otros individuos que tienen más experiencia. Por ejemplo, un delfín joven aprende la ubicación de una plétora de peces permaneciendo cerca de su madre.
- Aumento del estímulo - Los individuos se interesan por un objeto al ver a otros interactuar con él.[24] El aumento del interés por un objeto puede dar lugar a la manipulación del mismo, lo que facilita nuevos comportamientos relacionados con el objeto mediante el aprendizaje por ensayo y error. Por ejemplo, una orca joven puede interesarse en jugar con un cachorro de león marino después de ver a otras ballenas lanzar al cachorro de león marino. Después de jugar con el cachorro, la orca puede desarrollar comportamientos de búsqueda de comida apropiados para esa presa. En este caso, la orca no aprendió a cazar leones marinos observando a otras ballenas hacerlo, sino que se sintió intrigada tras observar a otras ballenas jugar con el cachorro. Después de que la orca se interesara, sus interacciones con el león marino dieron lugar a comportamientos que provocaron futuros esfuerzos de forrajeo.
- Emulación de objetivos - Los individuos se sienten atraídos por el resultado final de un comportamiento observado e intentan obtener el mismo resultado pero con un método diferente. Por ejemplo, Haggerty (1909) ideó un experimento en el que un mono trepaba por el lateral de una jaula, metía el brazo en un conducto de madera y tiraba de una cuerda en el conducto para liberar comida. A otro mono se le dio la oportunidad de obtener la comida después de ver al mono realizar este proceso en cuatro ocasiones distintas. El mono realizó un método diferente y finalmente lo consiguió tras ensayo y error.[25]

### Influencias del modelo de iguales
El aprendizaje por observación es muy beneficioso cuando intervienen modelos de iguales positivos y reforzadores. Aunque los individuos pasan por cuatro etapas diferentes en el aprendizaje por observación: atención, retención, producción y motivación, esto no significa simplemente que cuando se capta la atención de un individuo, automáticamente se inicia el proceso en ese orden exacto. Una de las etapas continuas más importantes para el aprendizaje observacional, especialmente entre los niños, es la motivación y el refuerzo positivo.
El rendimiento mejora cuando los niños reciben instrucciones positivas sobre cómo pueden mejorar una situación y cuando participan activamente junto a una persona más capacitada. Ejemplos de ello son el andamiaje y la participación guiada. El andamiaje consiste en que un experto responda de forma contingente a un principiante para que éste aumente gradualmente su comprensión de un problema. La participación guiada consiste en que un experto se involucra activamente en una situación con un principiante para que éste participe con el adulto u observe cómo se resuelve un problema.

## Variación cultural
La variación cultural puede apreciarse por el grado de información que aprenden o absorben los niños de culturas no occidentales mediante el aprendizaje por observación. La variación cultural no se limita únicamente a la etnia y la nacionalidad, sino que se extiende a las prácticas específicas dentro de las comunidades. En el aprendizaje por observación, los niños utilizan la observación para aprender sin pedir verbalmente más información o sin recibir instrucciones directas. Por ejemplo, los niños de familias de ascendencia mexicana tienden a aprender y a utilizar mejor la información observada durante la demostración en clase que los niños de ascendencia europea. Los niños de ascendencia europea experimentan un tipo de aprendizaje que los separa de sus actividades familiares y comunitarias. En cambio, participan en lecciones y otros ejercicios en entornos especiales, como la escuela. Los orígenes culturales difieren entre sí en que los niños muestran ciertas características en lo que respecta al aprendizaje de una actividad. Otro ejemplo es la inmersión de los niños de algunas comunidades indígenas de América en el mundo de los adultos y los efectos que tiene en el aprendizaje por observación y en la capacidad de realizar varias tareas a la vez. Esto puede deberse a que los niños de estas comunidades tienen la oportunidad de ver cómo sus mayores o sus compañeros realizan una tarea e intentan emularla. Al hacerlo, aprenden a valorar la observación y el desarrollo de destrezas que les proporciona por el valor que tiene dentro de su comunidad. Este tipo de observación no es pasiva, sino que refleja la intención del niño de participar o aprender dentro de una comunidad.
El aprendizaje por observación puede observarse en muchos ámbitos de las comunidades indígenas. El aula es un ejemplo significativo, y funciona de forma diferente en las comunidades indígenas que en las escuelas occidentales. El énfasis en la observación aguda en favor de la participación en actividades continuas se esfuerza por ayudar a los niños a aprender las herramientas y los modos importantes de su comunidad. Participar en tareas compartidas -tanto con los experimentados como con los inexpertos- permite a los experimentados comprender lo que los inexpertos necesitan para crecer en lo que respecta a la evaluación del aprendizaje por observación. La participación de los inexpertos, o de los niños en este caso, puede verse favorecida por el aprendizaje de los niños o avanzar en la actividad realizada mediante la evaluación del aprendizaje por observación. Las comunidades indígenas confían en el aprendizaje por observación como una forma de que sus niños formen parte de las actividades en curso en la comunidad (Tharp, 2006).
Aunque el aprendizaje en las comunidades indígenas americanas no siempre es el foco central cuando se participa en una actividad, los estudios han demostrado que la atención en la observación intencional difiere de la observación accidental. La participación intencional consiste en "observar y escuchar atentamente en previsión de, o en el proceso de, participar en actividades". Esto significa que, cuando tienen la intención de participar en un acontecimiento, su atención se centra más en los detalles, en comparación con cuando observan accidentalmente.
El aprendizaje por observación puede ser un proceso activo en muchas comunidades indígenas americanas. El alumno debe tomar la iniciativa para prestar atención a las actividades que se desarrollan a su alrededor. Los niños de estas comunidades también toman la iniciativa de aportar sus conocimientos de forma que beneficien a su comunidad. Por ejemplo, en muchas culturas indígenas americanas, los niños realizan las tareas domésticas sin que los adultos se lo ordenen. En lugar de ello, observan la necesidad de sus contribuciones, comprenden su papel en la comunidad y toman la iniciativa de realizar las tareas que han observado que hacen los demás. Las motivaciones intrínsecas del alumno desempeñan un papel importante en la comprensión y la construcción de significado por parte del niño en estas experiencias educativas. La independencia y la responsabilidad asociadas al aprendizaje por observación en muchas comunidades indígenas americanas son razones importantes por las que este método de aprendizaje implica algo más que mirar e imitar. El alumno debe participar activamente en sus demostraciones y experiencias para comprender y aplicar plenamente los conocimientos que obtiene.

### Comunidades indígenas de América

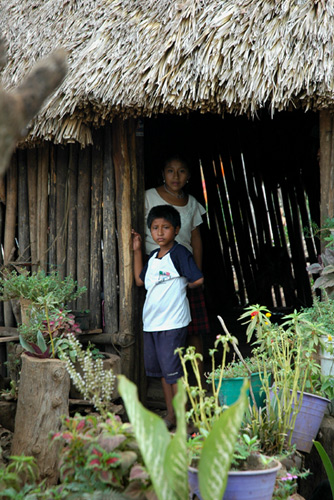
Pobladores mayas

Los niños de las comunidades indígenas de las Américas suelen aprender mediante la observación, una estrategia que pueden trasladar a la edad adulta. El gran valor de la observación permite a los niños realizar varias tareas a la vez y participar activamente en actividades simultáneas. La exposición a un estilo de vida adulto sin censura permite a los niños observar y aprender las habilidades y prácticas que se valoran en sus comunidades. Los niños observan a los mayores, padres y hermanos realizar tareas y aprenden a participar en ellas. Se les ve como colaboradores y aprenden a observar cómo se realizan varias tareas a la vez, y pueden aprender a completar una tarea sin dejar de relacionarse con otros miembros de la comunidad sin distraerse.
Las comunidades indígenas ofrecen más oportunidades para incorporar a los niños a la vida cotidiana. Esto se puede observar en algunas comunidades mayas, donde los niños tienen pleno acceso a los acontecimientos comunitarios, lo que permite que el aprendizaje por observación se produzca con más frecuencia. Se sabe que otros niños de Mazahua (México) observan intensamente las actividades en curso. En las comunidades nativas del norte de Canadá y en las comunidades indígenas mayas, los niños suelen aprender como terceros observadores a partir de los relatos y las conversaciones de los demás. La mayoría de los niños mayas pequeños son llevados a la espalda de su madre, lo que les permite observar el trabajo de su madre y ver el mundo como su madre lo ve. A menudo, los niños de las comunidades indígenas americanas asumen la mayor parte de la responsabilidad de su aprendizaje. Además, los niños encuentran sus propios métodos de aprendizaje y a menudo se les permite aprender sin restricciones y con una orientación mínima. Se les anima a participar en la comunidad aunque no sepan hacer el trabajo. Se motivan a sí mismos para aprender y terminar sus tareas. Estos niños actúan como un segundo par de ojos y oídos para sus padres, poniéndoles al día sobre la comunidad.
Los niños de 6 a 8 años de una comunidad de patrimonio indígena de Guadalajara (México) participaban en trabajos duros, como cocinar o hacer recados, lo que beneficiaba a toda la familia, mientras que los de la ciudad de Guadalajara rara vez lo hacían. Estos niños participaban más en actividades reguladas por adultos y tenían poco tiempo para jugar, mientras que los de la comunidad de herencia indígena tenían más tiempo para jugar e iniciarse en sus actividades extraescolares y tenían un mayor sentido de pertenencia a su comunidad. Los niños de antiguas comunidades indígenas son más propensos a mostrar estos aspectos que los niños de comunidades cosmopolitas, incluso después de abandonar su comunidad de infancia.
En ciertas comunidades indígenas, la gente no suele buscar explicaciones más allá de la observación básica. Esto se debe a que son competentes en el aprendizaje a través de la observación astuta y a menudo se les anima no verbalmente a hacerlo. En una fábrica guatemalteca de telares a pie, tejedores adultos aficionados observaron a tejedores expertos durante semanas sin hacer preguntas ni recibir explicaciones; el tejedor aficionado avanzaba a su propio ritmo y empezaba cuando se sentía seguro. El marco del aprendizaje del tejido a través de la observación puede servir como modelo que los grupos de una sociedad utilizan como referencia para guiar sus acciones en determinados ámbitos de la vida. Las comunidades que participan en el aprendizaje por observación promueven la tolerancia y la comprensión mutua de quienes proceden de entornos culturales diferentes.

## Otros experimentos sobre comportamiento humano y animal
Cuando a un animal se le encomienda una tarea, casi siempre tiene más éxito después de observar a otro animal haciendo la misma tarea antes que él. Se han realizado experimentos en varias especies diferentes con el mismo efecto: los animales pueden aprender comportamientos de sus compañeros. Sin embargo, es necesario distinguir la propagación del comportamiento y la estabilidad del comportamiento. La investigación ha demostrado que el aprendizaje social puede propagar un comportamiento, pero hay más factores relacionados con la forma en que un comportamiento se transmite a través de las generaciones de una cultura animal.

### Aprendizaje en los peces
Los experimentos con espinoso de nueve espinas han demostrado que los individuos utilizan el aprendizaje social para localizar comida.

### Aprendizaje social en palomas

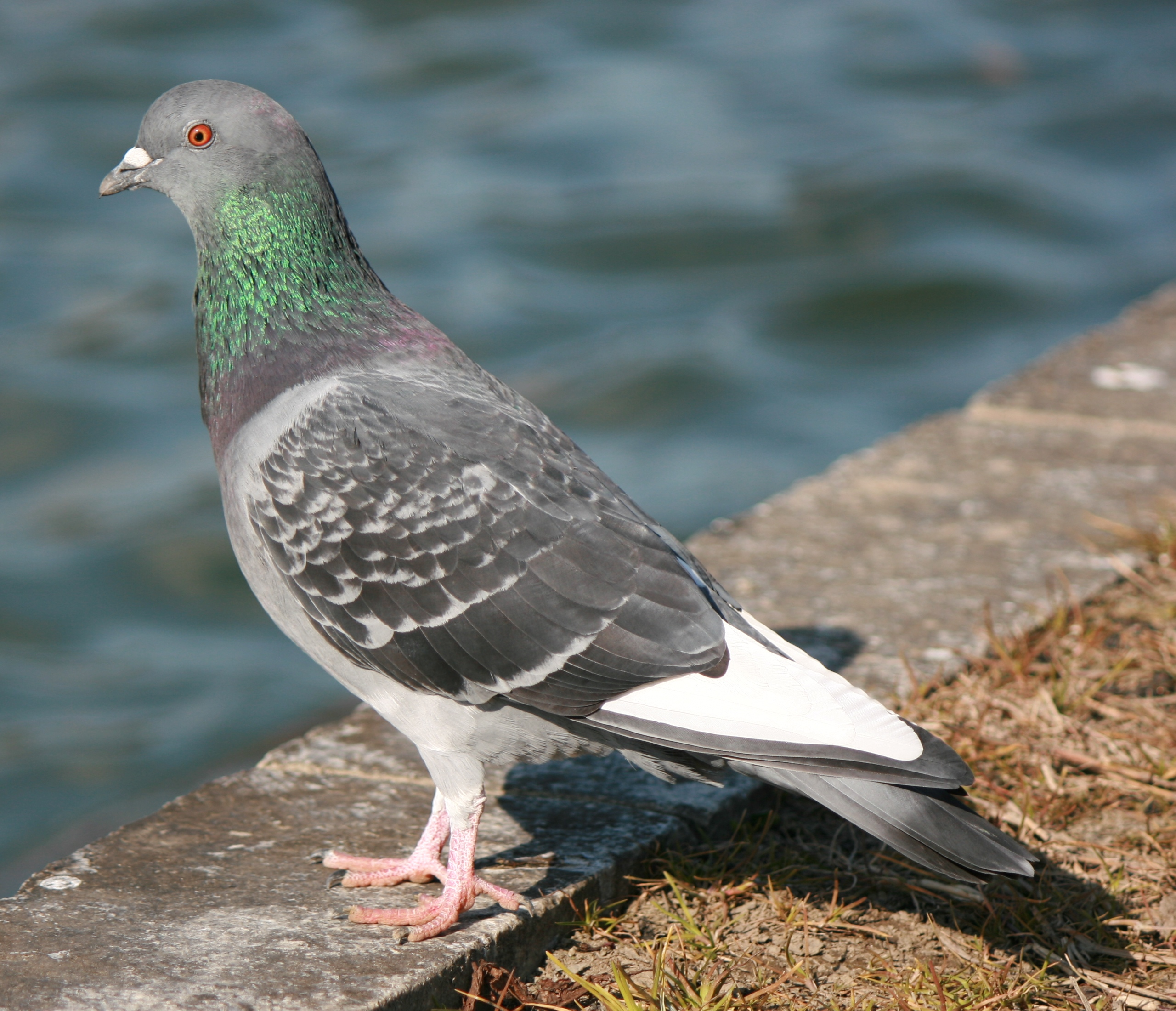
Paloma

Un estudio realizado en 1996 en la Universidad de Kentucky utilizó un dispositivo de búsqueda de comida para probar el aprendizaje social en palomas. Una paloma podía acceder a la recompensa alimentaria picoteando un pedal o pisándolo. Se encontró una correspondencia significativa entre los métodos de acceso a la comida de los observadores y los métodos que el modelo inicial utilizaba para acceder a la comida.

### Adquisición de nichos de alimentación
La Universidad de Oslo y la Universidad de Saskatchewan han realizado estudios sobre la posibilidad del aprendizaje social en las aves, en los que se delimita la diferencia entre la adquisición cultural y la genética. Ya existen pruebas sólidas sobre la elección de pareja, el canto de las aves, el reconocimiento de los depredadores y la búsqueda de alimento.
Los investigadores cruzaron huevos entre nidos de herrerillo común y carbonero común y observaron el comportamiento resultante mediante grabaciones audiovisuales. Los herrerillos criados en la familia de acogida aprendieron pronto los lugares de alimentación de ésta. Este cambio -de los lugares que los herrerillos frecuentaban entre los de su propia especie a los lugares que aprendieron de los padres adoptivos- duró toda la vida. Lo que los jóvenes aprendían de los padres adoptivos, acababan transmitiéndolo a su propia descendencia. Esto sugiere una transmisión cultural del comportamiento de búsqueda de alimento a lo largo de generaciones en la naturaleza.

### Aprendizaje social en cuervos
La Universidad de Washington estudió este fenómeno con cuervos, reconociendo la disyuntiva evolutiva entre adquirir información costosa de primera mano y aprender esa información socialmente con menos coste para el individuo pero con riesgo de inexactitud. Los experimentadores expusieron cuervos salvajes a una máscara única de "cara peligrosa" mientras atrapaban, anillaban y liberaban entre 7 y 15 aves en cinco lugares de estudio diferentes en los alrededores de Seattle (Washington). Una respuesta inmediata de regaño a la máscara después de la captura por parte de cuervos previamente capturados ilustra que el cuervo individual aprendió el peligro de esa máscara. Hubo un regaño de cuervos capturados que no habían sido capturados inicialmente. Esa respuesta indica condicionamiento por parte de la turba de aves que se reunió durante la captura.
El aprendizaje social horizontal (aprendizaje de los iguales) es coherente con los cuervos solitarios que reconocieron la cara peligrosa sin haber sido capturados. Los hijos de padres cuervos capturados estaban condicionados a regañar la máscara peligrosa, lo que demuestra un aprendizaje social vertical (aprendizaje de los padres). Los cuervos que fueron capturados directamente tuvieron una discriminación más precisa entre máscaras peligrosas y neutras que los cuervos que aprendieron de la experiencia de sus congéneres. La capacidad de aprendizaje de los cuervos duplicó la frecuencia de las reprimendas, que se extendieron al menos 1,2 km desde donde se inició el experimento hasta un periodo de 5 años en un mismo lugar.

### Propagación del cultura animal
Los investigadores del Département d'Etudes Cognitives, Institut Jean Nicod, Ecole Normale Supérieure reconocen una dificultad en la investigación del aprendizaje social. Para que un comportamiento adquirido se considere cultural, deben cumplirse dos condiciones: el comportamiento debe extenderse en un grupo social y ese comportamiento debe ser estable a lo largo de generaciones. La investigación ha aportado pruebas de que la imitación puede desempeñar un papel en la propagación de un comportamiento, pero estos investigadores creen que la fidelidad de estas pruebas no es suficiente para demostrar la estabilidad de la cultura animal.
Otros factores, como la disponibilidad ecológica, los factores basados en la recompensa, los factores basados en el contenido y los factores basados en la fuente, podrían explicar la estabilidad de la cultura animal en la naturaleza, en lugar de la mera imitación. Como ejemplo de disponibilidad ecológica, los chimpancés pueden aprender de sus compañeros a pescar hormigas con un palo, pero ese comportamiento también está influido por el tipo concreto de hormigas, así como por la condición. Un comportamiento puede aprenderse socialmente, pero el hecho de que se haya aprendido socialmente no significa necesariamente que vaya a perdurar. El hecho de que el comportamiento sea gratificante también influye en la estabilidad cultural. La capacidad de los comportamientos aprendidos socialmente para estabilizarse a través de las generaciones también se ve mitigada por la complejidad del comportamiento. Los distintos individuos de una especie, como los cuervos, varían en su capacidad para utilizar una herramienta compleja. Por último, la estabilidad de un comportamiento en la cultura animal depende del contexto en el que se aprende. Si un comportamiento ya ha sido adoptado por la mayoría, es más probable que se mantenga a lo largo de las generaciones por necesidad de conformidad.
Los animales son capaces de adquirir comportamientos a partir del aprendizaje social, pero si ese comportamiento se transmite de una generación a otra requiere más investigación.

### Experimento del colibrí
Los experimentos con colibríes proporcionan un ejemplo de aprendizaje observacional aparente en un organismo no humano. Se dividió a los colibríes en dos grupos. Los de un grupo fueron expuestos a la alimentación de un pájaro "tutor" bien informado; los colibríes del otro grupo no tuvieron esta exposición. En pruebas posteriores, los pájaros que habían visto al tutor fueron más eficientes que los demás.

### Delfín mular
Herman (2002) sugirió que los delfines nariz de botella producen comportamientos emulados por objetivos más que imitativos. Un delfín que observa a un modelo colocar una pelota en una canasta puede colocar la pelota en la canasta cuando se le pide que imite el comportamiento, pero puede hacerlo de una manera diferente vista.

### Mono Rhesus
Kinnaman (1902) informó de que un mono rhesus aprendió a sacar un tapón de una caja con los dientes para obtener comida después de ver a otro mono tener éxito en esta tarea.
Fredman (2012) también realizó un experimento sobre el comportamiento de observación. En el experimento 1, los monos criados por humanos observaron cómo un modelo humano familiar abría una caja de forraje utilizando una herramienta de dos formas alternativas: haciendo palanca o pinchando. En el experimento 2, los monos criados por sus madres observaron técnicas similares demostradas por modelos monos. Un grupo de control de cada población no vio ningún modelo. En ambos experimentos, codificadores independientes detectaron qué técnica habían visto los sujetos experimentales, confirmando así el aprendizaje social. Otros análisis examinaron la copia en tres niveles de resolución.
Los monos criados por humanos mostraron el mayor aprendizaje con la técnica específica de uso de herramientas que vieron. Sólo los monos que vieron el modelo de palanca utilizaron la técnica de palanca, a diferencia de los monos de control y los que vieron la técnica de pinchar. En cambio, los monos criados por la madre ignoraron la herramienta y mostraron una fidelidad menor, tendiendo únicamente a recrear el resultado obtenido por el modelo, ya fuera haciendo palanca o pinchando.
Sin embargo, este nivel de aprendizaje social se asoció con niveles significativamente mayores de éxito en los monos que presenciaron un modelo que en los controles, un efecto ausente en la población criada en humanos. Los resultados en ambas poblaciones son consistentes con un proceso de canalización del repertorio en la dirección del enfoque presenciado, produciendo un perfil conductual más estrecho y socialmente conformado que entre los controles que no vieron ningún modelo.

### Experimento de la caja de luz
Pinkham y Jaswal (2011) realizaron un experimento para comprobar si un niño aprendía a encender una caja de luz observando a uno de sus padres. Comprobaron que los niños que veían a uno de sus padres utilizar la cabeza para encender la caja de luz tendían a realizar la tarea de esa manera, mientras que los niños que no habían visto al padre utilizaban las manos en su lugar.

### Rendimiento de las destrezas de natación
Cuando la práctica adecuada y la retroalimentación apropiada siguen a las demostraciones, aumenta el rendimiento y el aprendizaje de las habilidades. Lewis (1974) realizó un estudio con niños que tenían miedo a nadar y observó cómo el modelado y el repaso de las prácticas de natación afectaban a su rendimiento general. El experimento duró nueve días e incluyó muchos pasos. Primero se evaluó la ansiedad y las habilidades de natación de los niños. Luego se les colocó en uno de tres grupos condicionales y se les expuso a estas condiciones durante unos días.
Al final de cada día, todos los niños participaban en una clase en grupo. El primer grupo era un grupo de control en el que los niños veían un breve vídeo de dibujos animados no relacionado con la natación. El segundo grupo era un grupo de dominio de los compañeros, que veía un vídeo corto de niños de edad similar que realizaban muy bien la tarea y tenían mucha confianza en sí mismos. Por último, el tercer grupo era un grupo de afrontamiento entre iguales, cuyos sujetos veían un vídeo de niños de edad similar que pasaban de un bajo rendimiento en la tarea y declaraciones de baja confianza a un alto rendimiento en la tarea y declaraciones de alta confianza.
Al día siguiente de las exposiciones a cada condición, se volvió a evaluar a los niños. Por último, también se evaluó a los niños unos días más tarde para realizar una evaluación de seguimiento. Tras la reevaluación, se demostró que los dos grupos de modelos que vieron vídeos de niños de edad similar obtuvieron índices de éxito en las habilidades evaluadas porque percibieron los modelos como informativos y motivadores.

### Chimpancé "hazlo como yo"
Hay que utilizar métodos flexibles para evaluar si un animal puede imitar una acción. Esto llevó a un planteamiento que enseña a los animales a imitar utilizando una orden como "haz-lo-que-hago" o "haz esto" seguida de la acción que se supone que deben imitar. Los investigadores entrenaron a chimpancés para que imitaran una acción emparejada con la orden. Por ejemplo, un investigador puede decir "haz esto" y al mismo tiempo aplaudir. Este tipo de instrucción se ha utilizado en otros animales para enseñar acciones de imitación utilizando una orden o petición.

## Aprendizaje por observación en la vida cotidiana
El aprendizaje por observación permite aprender nuevas habilidades en una gran variedad de ámbitos. Las demostraciones ayudan a modificar destrezas y comportamientos.

### Aprender actividades físicas
Cuando se aprenden habilidades para actividades físicas puede ser cualquier cosa que se aprenda que requiera movimiento físico, esto puede incluir aprender un deporte, aprender a comer con tenedor o aprender a caminar. Hay múltiples variables importantes que ayudan a modificar las habilidades físicas y las respuestas psicológicas desde el punto de vista del aprendizaje observacional. El modelado es una variable del aprendizaje observacional en la que se tiene en cuenta el nivel de habilidad del modelo. Cuando se supone que alguien tiene que demostrar una habilidad física como lanzar una pelota de béisbol, el modelo debería ser capaz de ejecutar la conducta de lanzar la pelota impecablemente si el modelo de aprendizaje es un modelo de dominio. Otro modelo a utilizar en el aprendizaje observacional es un modelo de afrontamiento, que sería un modelo que demuestra una habilidad física que todavía no domina o en la que no ha alcanzado un alto rendimiento. Ambos modelos resultan eficaces y pueden utilizarse en función de la destreza que se desee demostrar. Estos modelos pueden utilizarse como intervenciones para aumentar el aprendizaje observacional en situaciones de práctica, competición y rehabilitación. El aprendizaje observacional también depende de las intenciones y objetivos del alumno, ya que el rendimiento puede mejorarse aumentando la instrucción y la retroalimentación beneficiosa en función de la edad, personalidad y capacidades del individuo.

## Neurociencia
Investigaciones recientes en neurociencia han implicado a las neuronas espejo como base neurofisiológica del aprendizaje observacional. Las neuronas espejo fueron descubiertas por primera vez en 1991 por investigadores dirigidos por Giacomo Rizzolatti. Los científicos tenían un dispositivo conectado a un mono para monitorizar la actividad cerebral. Cuando los científicos entraron en el laboratorio comiendo helado, el dispositivo zumbó. Este hallazgo accidental les condujo a las neuronas espejo, que son una parte esencial en la imitación y el aprendizaje por observación. Estas neuronas visomotoras especializadas disparan potenciales de acción cuando un individuo realiza una tarea motora y también se disparan cuando un individuo observa pasivamente a otro realizando la misma tarea motora. En el aprendizaje motor por observación, el proceso comienza con una presentación visual de otro individuo realizando una tarea motora, que actúa como modelo. A continuación, el alumno debe transformar la información visual observada en órdenes motoras internas que le permitan realizar la tarea motora, lo que se conoce como transformación visomotora. Las redes de neuronas espejo proporcionan un mecanismo para la transformación e interacción visomotora y motora-visual. También se han implicado redes similares de neuronas espejo en el aprendizaje social, la cognición motora y la cognición social.

## Perspectiva clínica

### Trastorno del espectro autista
El entrenamiento con ensayo discreto (DTT) es un enfoque estructurado y sistemático que se utiliza para ayudar a las personas con trastorno del espectro autista a aprender. Las personas con autismo tienden a tener dificultades para aprender a través de la observación, por lo que se necesita algo que les refuerce para motivarles a imitar o seguir con la tarea. Cuando se utiliza el DTT para enseñar a personas con autismo, se utiliza el modelado para ayudarles en su aprendizaje. El modelado incluiría mostrar cómo llegar a la respuesta correcta, esto podría significar mostrar los pasos de una ecuación matemática. Utilizar la TDT en grupo también promueve el aprendizaje por observación de los compañeros.

## Lectura adicional
- Galef, B.G.; Laland, K.N. (2005). «Social learning in animals: Empirical studies and theoretical models». BioScience 55 (6): 489-499.
- Zentall, T.R. (2006). Imitation: Definitions, evidence, and mechanisms. Animal Cognition, 9 335–353. (A thorough review of different types of social learning) Full text

- Datos: Q1143725
- Multimedia: Observational learning / Q1143725